# 爆料公社
爆料公社（ばくりょうこうしゃ、略称：爆社）は台湾のウェブメディア。Facebook上でのグループ機能を用いた同名のオンライン・コミュニティが発祥で、2017年8月に法人化し、グループ登録した市民記者が発信する市井のオンライン・ニュースを企業として再配信している。爆料とは中国語で「暴露」「スクープ」などを意味する。

## 概要
2014年11月にFacebookのグループ・コミュニティとして設立。設立者によると当初は「社会の不公正・不義理」を糾弾、広く知らしめる目的だった。
爆料公社はFacebookのグループを構成しつつも非公開だった。設立10ヶ月で加入アカウントが80万人に到達した。
主要な4人の管理者により運営されている。管理者や記者はジャーナリストではなく、一般人である。
投稿規約は「画像に場所と時間を付与すること」であり、投稿文はゴシップ（中国語: 八卦）の要素（愛、恨、情、仇、財、恩怨）を有していること、ニュースバリューを有していること、新奇であれば大小不問であること、社会の関心を引きつけ、知らしめるための議題・内容であることなどと定められており、インターネット言論でのいじめを防ぐために「度を越した正義感」は歓迎しないとしている。
ネットユーザーが提供する社会的情報を共有・拡散する運営方式によることから、一種の市民記者制度である。同時に2年で300万人に迫る規模に拡大したことで、その投稿内容により頭文字の「爆」を共通化した様々なコミュニティに細分化されている。
「社員」とは日本語の「会社員」ではなく、コミュニティ（社団）参加者を指す。その投稿が報道各社に引用されることが多く、その報道を通じて日本や中国などの国外に一次情報源として配信されることもある。

## 主なグループ
非公開設定になっているものは除外している。
| グループ名           | 内容（繁体字）                 | 用途                                     |
| -------------------- | ------------------------------ | ---------------------------------------- |
| 爆料公社1館          | 這是具有新聞價值跟八卦的社團   | 本家（臨時で2と3も公開されることがある） |
| 爆廢公社1館          | 心情抒發、交友聊天的廢文社團   | 小ネタ                                   |
| 爆癈公社3館          | 心情抒發、交友聊天的廢文社團   | 小ネタ                                   |
| 爆告公社             |                                | 告白                                     |
| 爆怨公社             | 抱怨、討拍、及發洩不滿的社團。 | 怒り                                     |
| 爆笑公社             | 爆笑影片、國外影音圖文發佈區   | 笑い                                     |
| 爆政公社             | 政治討論區，無差別格鬥競技場。 | 政治討論                                 |
| 爆系故事館           | 這是一個原創故事發表的平台。   | 過去の出来事                             |
| 爆系知識家           | 這是一個公開提問的公開社團。   | Q&A                                      |
| 爆漿公社1館          | 性事知識家，展現自我的社團。   | 性的                                     |
| 爆系福利社           | 社員二手物品交換、買賣社團。   | 物々交換                                 |
| 爆系公社寶可夢討論區 | 密技攻略遊戲社團               | 個人売買                                 |

## 法人化
2016年に「bc3ts.com」のドメインを取得しその後公式サイトを開設。2017年8月1日、中華民国経済部は「爆料公社股份有限公司」の法人登記を承認した。董事長は葉昌圳で資本金は300万ニュー台湾ドル。合わせて「爆料公社」「爆廃公社」「爆系公社」「爆漿公社」「爆系故事館」、英語名の「baoliao commune.」などの商標登録も行っている。Facebookで投稿、シェアされた投稿文のリンクをシェアする方式から爆料公社公司の従業員が編集し、社の公式サイトに掲載する方式に代わっている。サイト内には大量の公告が含まれ、かつSEO対策での安易なコンテンツ・ファーム（中国語: 內容農場）に類する大量生産型の記事が溢れるようになった。この動きは台湾のネットユーザーにも疑問視されている。

## 騒動
爆料公社はコミュニティー加入者の投稿で成り立っているため、市民記者の提供するニュースの真偽や報道に値するかにかかわらずネットユーザーが拡散したり、不完全な引用のまま画像や動画だけが独り歩きすることで、一種のフェイクニュースとなるリスクを常に孕んでいる。素材の検証がなされないまま既存メディア上を安易に流通することで名誉毀損の嫌疑や賠償上を負うことにつながったり、誤報が盛り上がることで、需要の高い他のニュースの扱いが小さくなるといった問題が起きている。